# 화장실

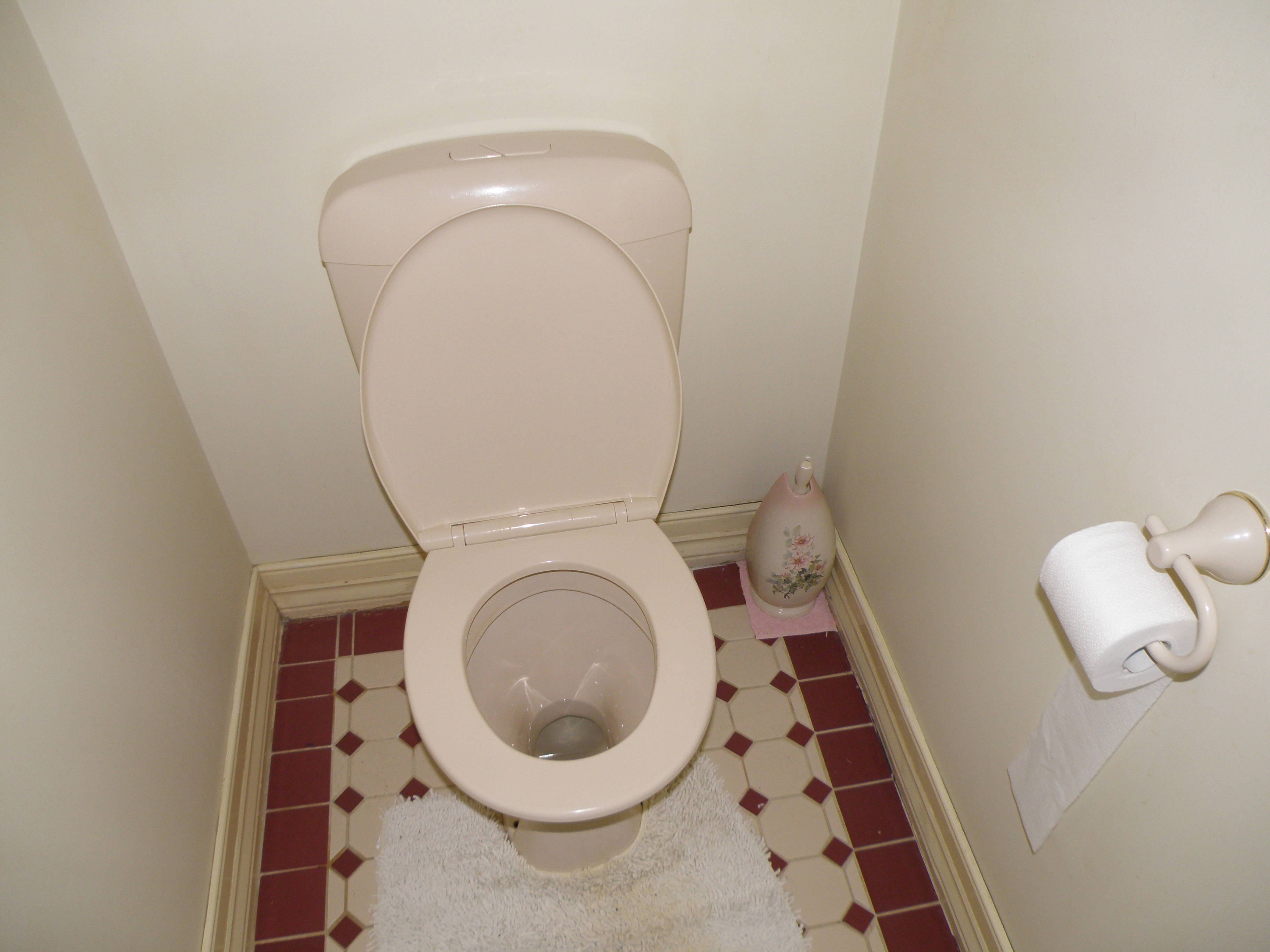
수세식 화장실이 있는 작은 방. 수세식 화장실 오른쪽으로 화장실 솔(장식용 거치대에 숨김)과 화장지용 화장실 롤 홀더가 보인다.

화장실(한국 한자: 化粧室, 영어: toilet)은 수리 시설의 일종으로 일차적으로는 인간의 배설물, 즉 소변과 대변을 처리하기 위한 편의 시설이다. 해우소(解憂所, 근심을 푸는 장소) 또는 뒷간(-間, 뒷쪽에 있는 방), 측간(廁間), 변소(便所, 배설물을 처리하는 곳)라고도 부른다. 이 곳에서 세면을 하거나 간단히 얼굴 화장이나 옷 매무새를 고치는 장소로 쓰이기도 한다.
고대 도시 하라파와 모헨조 다로(지금의 인도와 파키스탄쯤에 위치)에는 배설물을 떠내려 보내는 장치가 있는 화장실이 있었으며 인더스 문명에도 이러한 형태의 화장실이 있었다. 현대의 양변기의 시초는 1596년에 존 해링턴 경이 고안했으나, 널리 퍼지지는 않았고, 19세기에 와서야 미국 상류층의 주거지에서 쓰이기 시작했다.
동아시아에서는 농경에 사용되는 비료의 원료로 배설물을 모으기 위해 화장실이 지어졌다. 이러한 용도의 화장실은 화학적 방법으로 비료가 대량 생산·판매되면서 그 숫자가 점차 줄어들게 되었다.
전 세계 인구 중 거의 40퍼센트가 화장실을 가지고 있지 못하다.
상류층들 사이에서는 꽤 이른 시기부터 화장실 개념이 사용된 것으로 보이며 그들은 하류층들을 위해서 화장실을 건설해주기도 했다. 그러나 근현대에 이르기까지 화장실 개념을 갖지 못한 하류층이 많았다. 조선의 양반들도 이런 하류층들을 크게 비판하기도 했다.
화장실로 갈 때는 당연히 서두르지만, 어딘가에 부딪히거나 넘어지거나 늦게 가면  자신도 모르게 괄약근이 열려버리면 팬티에 묻어서 다리에 흘러내린다.

## 토일렛
화장실(化粧室)은 문자 그대로는 화장을 고치는 방이다. toilet은 불어로 화장을 일컫는 것인데 이는 유럽에서 머리에 파우더를 뿌렸는데, 파우더를 씻는 것에서 비롯됐다. 이는 따로 파우더를 씻겨 내리는 곳이 필요해서 만들어졌다.

## 요강
한국 전통 한옥은 화장실이 밖에 있어, 늦은 시간에 화장실에 가는 것이 쉽지 않아 방마다 이와 같은 형태의 용기를 사용했다. 지금은 거의 없어졌으나, 시골 장터에서는 여전히 판매되고 있다.

## 역사
현대에 접어들면서 인간은 일반적으로 노상 배변을 하거나 농촌 지역에서는 구덩이 변기 위에 화장실이나 옥외 변소를 사용했고 도시 지역에서는 거리나 배수구로 비워진 변기통을 사용했다. 인더스 계곡 문명은 개인 수세식 화장실의 공동 사용을 포함하여 특히 위생이 발전했다. 고대 그리스와 로마에는 공중 화장실이 있었고 경우에 따라 기초적인 하수도 시스템과 연결된 실내 배관이 있었다. 중세 수도원의 화장실은 리어도터(reredorter)로 불렸다. 경우에 따라 이들은 지역 사회의 식수, 요리 또는 씻는 물에 영향을 주지 않고 폐수를 쓸어버리는 정교한 수도 시스템에 연결되었다. 근대 초기에 시립 변소의 분뇨는 화약을 만드는 데 중요한 질산염 공급원이 되었다. 바깥 변소의 19세기 개선에는 개인 공간과 양동이 옷장이 포함되었다.
실내화장실은 처음에는 부유층의 사치품이었고 점차 하층계층으로 확산되었다. 1890년대 말까지만 해도 런던의 건축 규정은 노동계급 주택에 실내 화장실을 갖추도록 요구하지 않았다. 20세기 초까지 일부 영국 주택은 주인이 사용할 수 있는 위층 화장실과 하인이 사용할 수 있는 바깥채가 있는 구조로 지어졌다. 어떤 경우에는 화장실이 집안에 지어졌지만 외부에서만 접근할 수 있는 과도기적 단계가 있었다. 제1차 세계대전 이후 런던과 그 교외 지역의 모든 새 주택에는 실내 화장실이 있었다.
욕실은 화장실보다 늦게 표준이 되었지만 거의 동시에 노동자 계급의 집에 들어갔다. 배관상의 이유로 수세식 화장실은 일반적으로 거주지의 욕실 내부 또는 근처에 있다. (처음에는 둘 다 같은 계정으로 부엌과 주방 위에 위치했다.) 상류층 가정에서 최초의 현대식 화장실은 침실 근처에 싱크대가 있는 화장실이었다. 하류층 가정에서는 접을 수 있는 목욕용 욕조만 있는 경우가 많았다. 영국에서는 화장실이 화장실에 있는 것에 대해 오랫동안 편견이 있었다. 1904년 헤르만 무테지우스(Hermann Muthesius)는 "화장실[즉, 변기]은 영국식 화장실에서는 거의 찾아볼 수 없다"고 지적했다. 변기를 욕실 안에 두는 경우, 원래 이유는 비용 절감이었다. 1876년 진보적인 건축가 겸 디자이너인 에드워드 윌리엄 고드윈(Edward William Godwin)은 욕실에 화장실이 있는 저렴한 주택을 설계했고 이에 대한 비판에 직면했다.
미국과 대부분의 유럽 국가는 이제 화장실과 욕실을 결합한다. 별도의 화장실은 영국 가정에서 흔히 볼 수 있으며 화장실에 화장실이 있는 것이 일반적인 장소에서도 건축업자의 선택 사항으로 남아 있다. 프랑스, 일본 및 일부 다른 국가에서는 위생 및 개인 정보 보호를 이유로 별도의 화장실이 표준으로 남아 있다. 프랑스 이외의 현대식 주택에서는 이러한 별도의 화장실에 일반적으로 싱크대가 있다. 일본에서는 화장실에 싱크대(오수는 다음 물을 내릴 때 사용)가 내장되어 있어 사용자가 즉시 몸을 씻을 수 있다. 일본 화장실은 집에서 다른 사람들이 신는 것과는 별도로 변기 안에서 사용할 수 있는 특수 슬리퍼를 제공하기도 한다.

## 사진

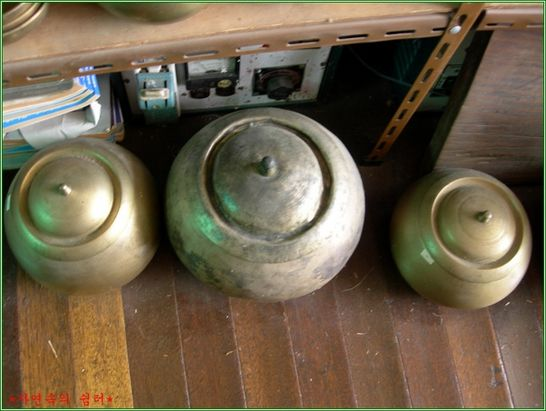
요강
서울 반포한강공원의 이동식 화장실
화장실 픽토그램 왼쪽은 여자, 오른쪽은 남자

## 같이 보기
- 측간

## 화장실에서 일어나는 일
여자 화장실에서는 범죄자가 여성의 생식기,유방,가슴골,볼기,항문을 포함해서 동의하지 않았는데 카메라로 사진,동영상을 촬영하는 범죄도 일어날 가능성이 높다. 화장실에서 성교를 하거나 출산하는 경우도 있으며 사건이 일어나기도 한다.